# Nowodworce (rejon oszmiański)
Nowodworce (biał. Навадворцы; ros. Новодворцы) − wieś na Białorusi, w obwodzie grodzieńskim, w rejonie oszmiańskim, w sielsowiecie Nowosiółki.

## Historia
W czasach zaborów okolica w gminie Kucewicze, w powiecie oszmiańskim, w guberni wileńskiej Imperium Rosyjskiego. W 1905 roku wieś liczyła 64 mieszkańców, 440 dziesięcin.
W latach 1921–1945 okolica leżała w Polsce, w województwie wileńskim, w powiecie oszmiańskim, w gminie Kucewicze.
W 1931 okolicę w 18 domach zamieszkiwało 97 osób.
Wierni należeli do parafii rzymskokatolickiej w Borunach i prawosławnej w Holszanach. Miejscowość podlegała pod Sąd Grodzki w Oszmianie i Okręgowy w Wilnie; właściwy urząd pocztowy mieścił się w Oszmianie.
Po II wojnie światowej w granicach Związku Sowieckiego. Do 1961 roku w sielsowiecie Powiaże.
Od 1991 w niepodległej Białorusi.